# Чебоксарское городское собрание депутатов
Чебоксарское городское Собрание депутатов — представительный орган муниципального образования — Городской округ Чебоксары.

## История

### 1917

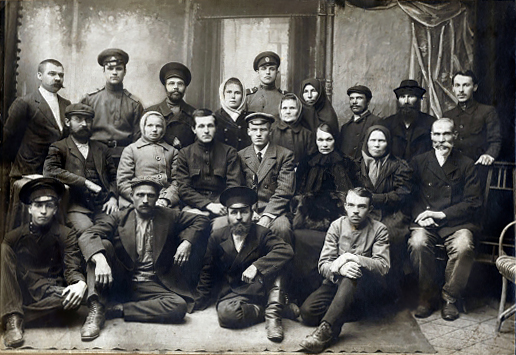
Чебоксарский совет рабочих и солдатских депутатов

Чебоксарский городской Совет народных депутатов (в 1917 году — Чебоксарский Совет рабочих и солдатских депутатов) — орган власти, один из первых Советов, организованных в Чувашии. Образовался 17 марта 1917 г. как Совет гражданских депутатов. Его председателем был избран Карл Грасис. С 10 апреля Совет гражданских депутатов начал выпускать газету «Чебоксарская правда». 13 апреля Совет гражданских депутатов реорганизован в Совет рабочих и солдатских депутатов.
Чаще всего Совет принимал на себя полномочия по решению наиболее злободневных вопросов: аграрного и национального, войны и мира, власти. Например, в первом же постановлении Совет потребовал полного устранения местного органа буржуазной власти, принял решение о введении 8-часового рабочего дня и др. Несмотря на то, что решения эти оставались на бумаге, Совет добился главного: постоянной агитационной работой вызвал массовое недовольство политикой Временного правительства.
Чтобы нейтрализовать «нежелательную кучку толпы, именуемую Советом гражданских депутатов», из Казани постоянно присылались[кем?] военные отряды. В начале июля К. Я. Грасис и наиболее активные члены Совета были арестованы и отправлены в Казань. «Чебоксарская правда» была закрыта. Митинги и собрания рабочих и солдат запрещены. С этого времени активная деятельность Совета сводится на нет.

### С 1991
Состоит из 43 депутатов, избираемых на муниципальных выборах на основе всеобщего равного и прямого избирательного права при тайном голосовании, сроком на 5 лет. С 2015 года выборы в ЧГСД проходят по смешанной системе: 21 одномандатный округ + 22 региональные группы.
Председатель до октября 2016 года  — Л. И. Черкесов.

## Состав
Состав депутатов Чебоксарского городского Собрания депутатов седьмого созыва 2020 - 2025 годы. Полужирным шрифтом отмечены руководители фракций в Чебоксарском городском Собрании депутатов седьмого созыва.
| ЕДИНАЯ РОССИЯ                   |
| ------------------------------- |
| Евсюкова Наталья Юрьевна        |
| Абызов Ильдар Нурахметович      |
| Антонов Сергей Григорьевич      |
| Арсентьев Дмитрий Андреевич     |
| Белов Олег Георгиевич           |
| Борисов Юрий Леонидович         |
| Варлашкин Максим Владимирович   |
| Васильева Елена Викторовна      |
| Гордеев Валентин Владимирович   |
| Гребёнкин Максим Николаевич     |
| Григорьев Владислав Алексеевич  |
| Игумнов Дмитрий Анатольевич     |
| Исаева Инна Владиславовна       |
| Кадышев Евгений Николаевич      |
| Карпов Владимир Аркадьевич      |
| Кадирова Елена Владимировна     |
| Кригер Владислав Валерьевич     |
| Ладилов Максим Эдуардович       |
| Литвиненко Павел Валерьевич     |
| Мамиконян Размик Самвелович     |
| Нестерова Елена Леонидовна      |
| Никоноров Дмитрий Валерьянович  |
| Павлов Анатолий Леонидович      |
| Павлов Валерий Аркадьевич       |
| Пивоваров Алексей Иванович      |
| Скворцов Олег Веняминович       |
| Спиридонов Андрей Анатольевич   |
| Фёдоров Андрей Михайлович       |
| Чумраков Иван Геннадьевич       |
| Шакулов Андрей Андреевич        |
| КПРФ                            |
| Николаев Геннадий Григорьевич   |
| Гордеев Станислав Олегович      |
| Захаров Даниил Борисович        |
| Терентьев Владимир Иванович     |
| СПРАВЕДЛИВАЯ РОССИЯ             |
| Муравьёв Сергей Иванович        |
| Богданов Юрий Игоревич          |
| Петров Евгений Александрович    |
| Степанов Фёдор Михайлович       |
| ЛДПР                            |
| Петров Эдуард Геннадьевич       |
| Сапожников Алексей Юрьевич      |
| Ямангеев Владимир Владиславович |
| ПАРТИЯ ПЕНСИОНЕРОВ              |
| Лясина Светлана Ивановна        |
| Михайлов Николай Васильевич     |